# Risco de Faneque

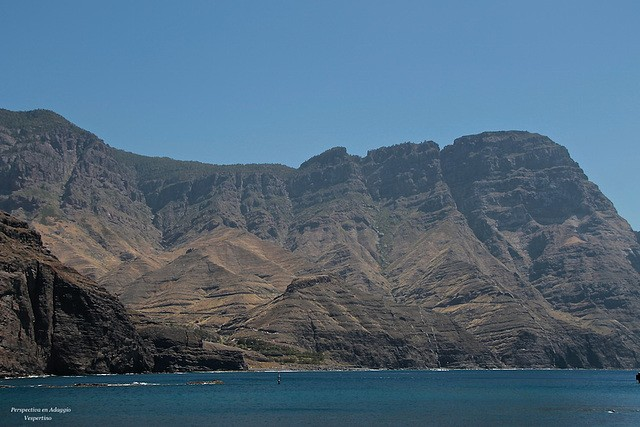
Roque Faneque desde el océano

El risco de Faneque es un acantilado costero situado en el municipio de Agaete en la isla de Gran Canaria, España, que se alza 1027 metros sobre el nivel del mar, considerado el acantilado más alto de un país perteneciente a Europa a pesar de estar situado en el archipiélago canario y uno de los más altos del mundo.

## Geología y formación
El risco de Faneque forma parte del parque natural de Tamadaba. Está constituido por los materiales más antiguos de formación de Gran Canaria, que se emitieron durante el Primer Ciclo Volcánico, hace unos 14 millones de años. La erosión marina durante millones de años ha esculpido este acantilado de roca basáltica, creando una pared vertical de gran altura.

## Ecosistema y biodiversidad
Las escarpadas paredes de Faneque son el hogar de una variedad de flora y fauna endémica de Gran Canaria. Entre las especies vegetales que se pueden encontrar destacan Sventenia bupleuroides, Convolvulus canariensis, Crambe tamadabensis, tabaibales de tolda (Euphorbia aphylla) o cardonales de Euphorbia canariensis.

## Rutas de senderismo y escalada
Para los amantes del senderismo y la escalada, el Roque Faneque ofrece varias rutas de diferentes niveles de dificultad. La ruta más popular es la que asciende desde el pueblo de Agaete hasta la Degollada de Faneque, desde donde se obtienen unas vistas del acantilado y del océano Atlántico.

## Importancia cultural
El Roque Faneque ha tenido un importante significado cultural para los habitantes de Gran Canaria desde la época prehispánica. Los antiguos pobladores de la isla lo consideraban un lugar sagrado y lo asociaban a leyendas y mitos.